# شامبرگ (ایلینوی)
شامبرگ (به انگلیسی: Schaumburg) یک روستا در ایالات متحده آمریکا است که در ایلینوی واقع شده‌است. شامبرگ ۵۰٫۲۴ کیلومتر مربع مساحت و ۷۴٬۲۲۷ نفر جمعیت دارد و ۲۴۲٫۰۱ متر بالاتر از سطح دریا قرار دارد.